# Dirk Schenk van Erbach

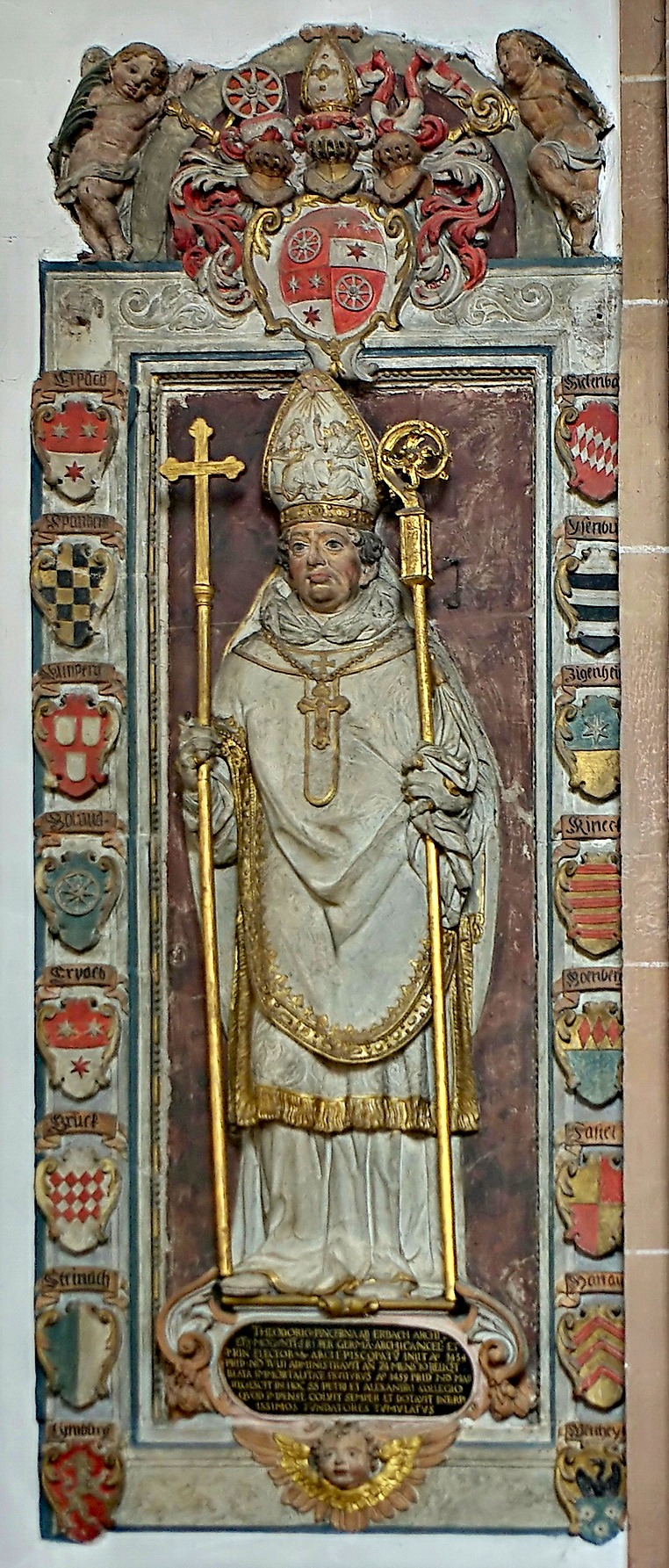
Prins-bisschop Dietrich Schenk von Erbach in de collegiale kerk van St. Peter en Alexander in Aschaffenburg

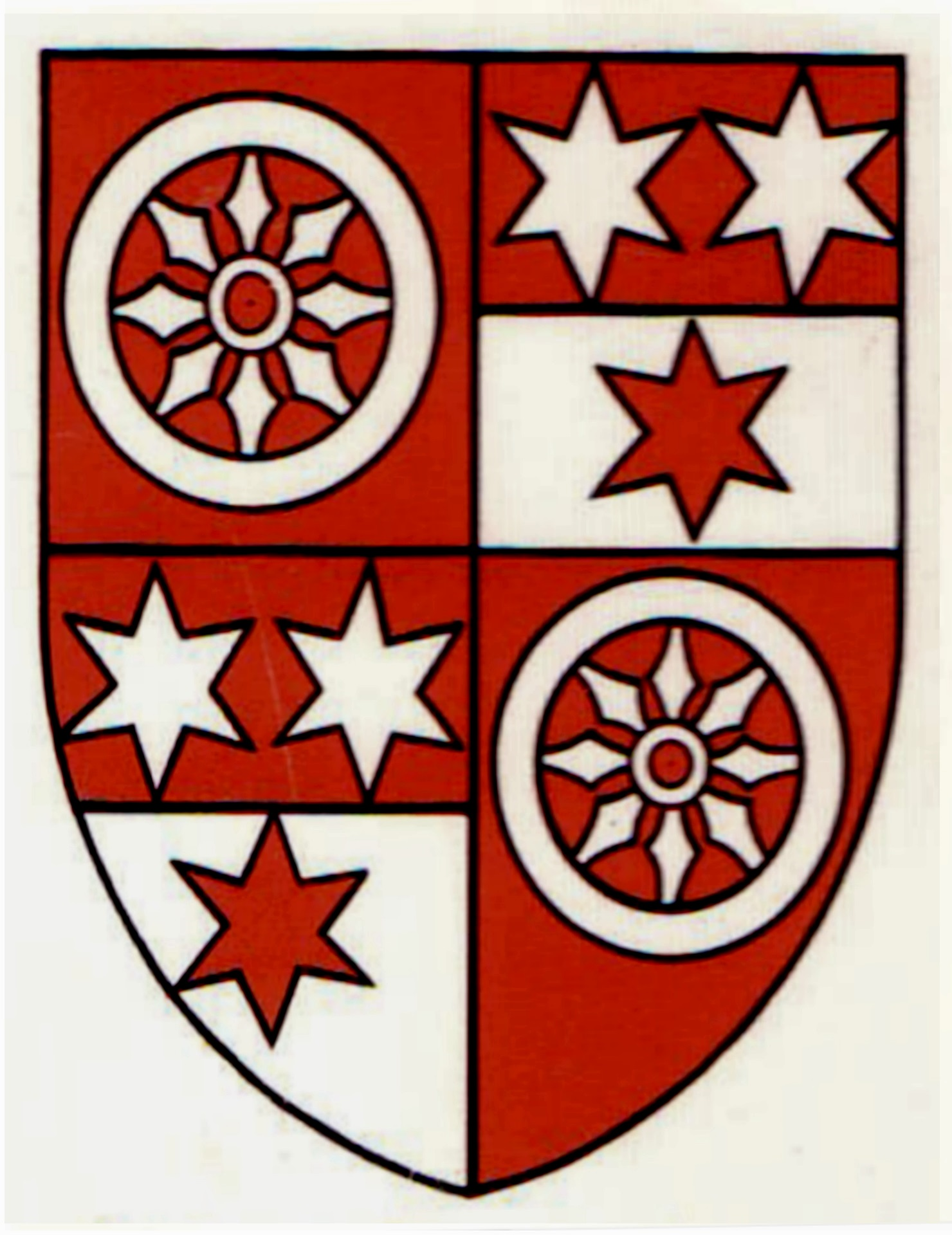
Wapenschild van de aartsbisschop van Mainz

Dietrich (Theoderich) Schenk von Erbach (* 1390; † 6 mei 1459 in Aschaffenburg) was van 1434 tot 1459   en aartsbisschop van Mainz.

## Levensloop
Hij werd geboren als zoon van Eberhard, de erfgenaam van Erbach. Aanvankelijk kanunnik in Mainz, werd hij op 6 juli 1434 door het Mainz Domkapittel tot nieuwe aartsbisschop gekozen. Paus Eugenius IV bevestigde hem op 20 oktober van hetzelfde jaar in zijn kantoor. Van 1436 tot 1438 trad de geestelijke Ludwig von Ast († 1455) op als zijn kanselier, die hij daarna steunde en wiens verkiezing tot bisschop van Worms hij in 1445 veiligstelde, wat echter leidde tot kerkelijke geschillen.
In de onrust van de Raad van Bazel nam Dietrich een neutraal standpunt in en probeerde tussen de partijen te bemiddelen. In april 1439 ontving hij in Mainz de legaat van de Concilie van Bazel, bisschop van Vic (Spanje) Jordi d'Ornós († 1452) (Vicensis), die in oktober 1440 in Bazel werd benoemd tot “Pseudokardinaal” door de tegenpaus Felix V. Hij adviseerde de Duitse prinsen om neutraal te blijven. Nadat in juni 1439 in Bazel was besloten tot de afzetting van paus Eugenius IV en in november Felix V als anti-paus was geïnstalleerd, slaagde Dietrich erin een overeenkomst te bereiken tussen de prinsen en de keizer: Eugenius IV werd toen de legitieme aanvaarde paus.
Dietrichs broer was Philipp Schenk von Erbach († 1467), abt van het Benedictijnenklooster Weissenburgklooster (Wissembourg) in de Elzas.

## Grafmonument
Dietrich Schenk von Erbach vond zijn laatste rustplaats voor de trappen van het hoogaltaar in de collegiale basiliek Sint-Petrus en Alexanderkerk in Aschaffenburg. De grafplaat die daar werd opgericht leed ernstige schade tijdens de Tweede Markgravenoorlog in 1552, veroorzaakt door de troepen van markgraaf Albrecht Alcibiades. Het werd in 1607/08 afgebroken als onderdeel van renovatiewerkzaamheden aan het koor. Ter vervanging creëerde de beeldhouwer Hans Juncker, nazaat van de Juncker beeldhoudersfamilie, een grafschrift voor de collegiale kerk, waarvoor hij op 16 juli 1608 een laatste betaling van 63 gulden ontving.